# Campamentos de refugiados palestinos

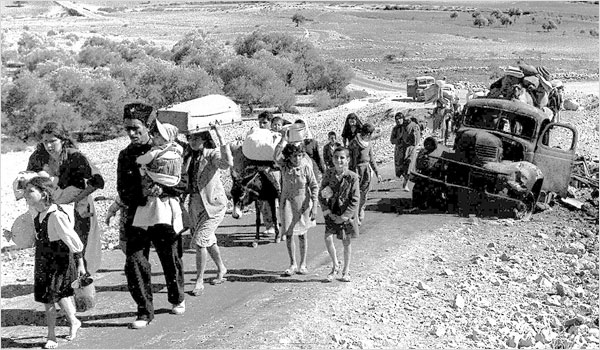
Refugiados palestinos en la carretera del Líbano tras haber huido o haber sido expulsados de sus hogares en la Galilea (noviembre de 1948).

Los campamentos de refugiados palestinos se crearon después de la Guerra árabe-israelí de 1948 para acomodar a los cientos de miles de refugiados árabes palestinos que fueron expulsados o huyeron de sus hogares ante el avance del ejército israelí. La Resolución 194 de la Asamblea General de las Naciones Unidas establece el derecho de los palestinos a regresar a su patria si desean "vivir en paz con sus vecinos". A fecha de agosto de 2020, hay 5,4 millones de refugiados palestinos registrados en estos campamentos.
La Agencia de Naciones Unidas para los Refugiados Palestinos en Oriente Próximo (UNRWA en sus siglas inglesas) define a un palestino como:
"personas cuyo lugar de residencia habitual, entre junio de 1946 y mayo de 1948, era la Palestina histórica - o lo que es hoy el actual estado de Israel- y que perdieron sus casas y medios de vida como consecuencia de la guerra. Los descendientes de esta población son también considerados refugiados por la Agencia."
En el contexto del conflicto árabe-israelí, aquellos refugiados judíos que huyeron o fueron expulsados durante el éxodo judío de países árabes y musulmanes fueron reubicados inicialmente en campamentos de refugiados conocidos como campamentos de inmigrantes, Maabará o ciudades en desarrollo, tras lo cual muchos fueron absorbidos por la sociedad israelí. En cambio, muchos de los refugiados palestinos siguen viviendo a día de hoy en campamentos de refugiados, mientras que otros han sido absorbidos por la sociedad jordana o residen en el Estado de Palestina.

## Papel de la UNRWA

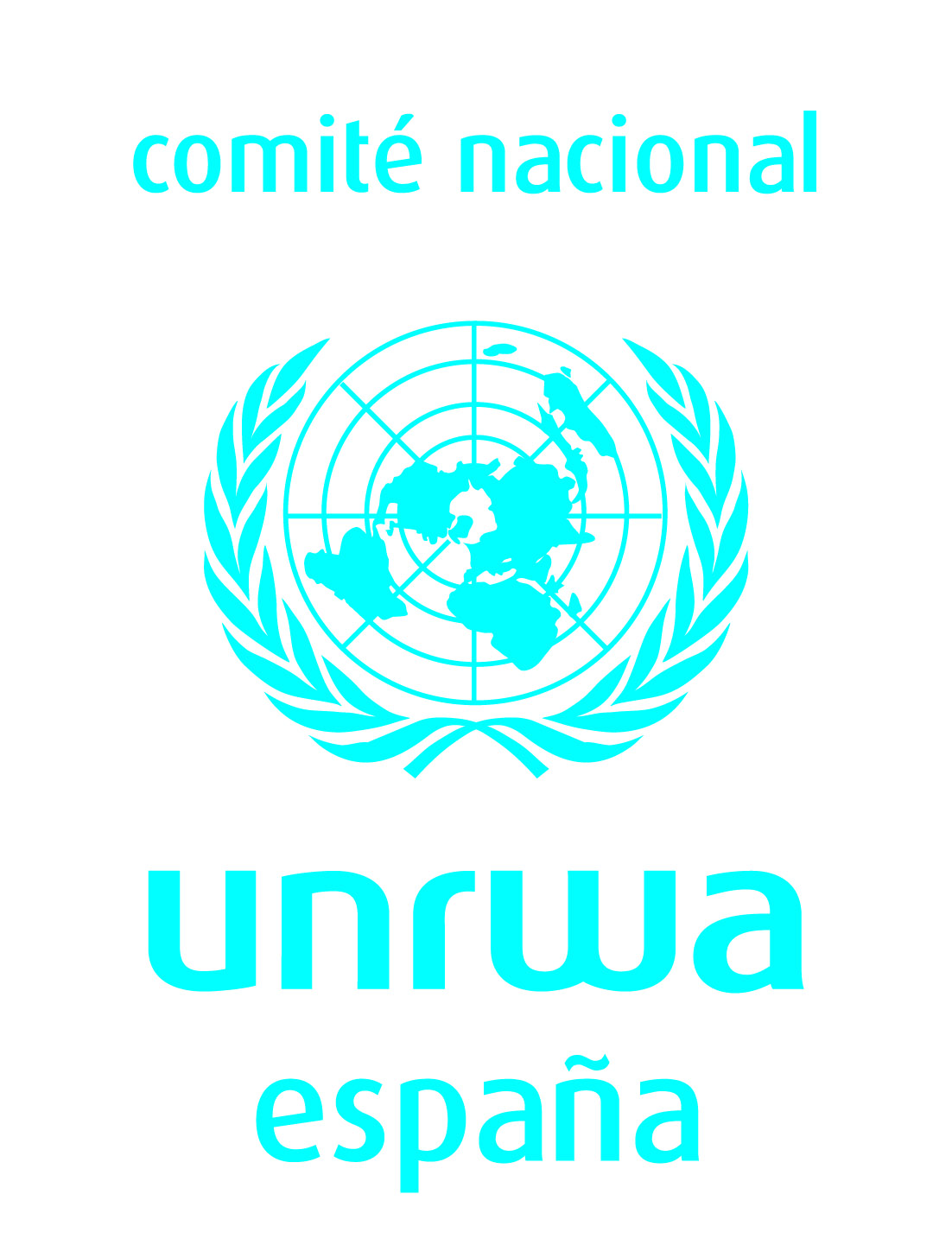
Logotipo de UNRWA - España

La UNRWA reconoce instalaciones en 59 campamentos de refugiados situados en Jordania, Líbano, Siria, Cisjordania y la Franja de Gaza. También proporcionó ayuda a las personas desplazadas dentro de Israel a raíz del conflicto de 1948 y hasta que el gobierno israelí asumió su responsabilidad para con ellos en 1952.
Para que un campamento sea reconocido por la UNRWA, tiene que existir un acuerdo entre el gobierno anfitrión y UNRWA que regule el uso del campamento. UNRWA no administra ningún campamento por sí misma, no tiene poderes policiales ni funciones administrativas, sino que se limita a proporcionar una serie de servicios al campamento. Los campamentos de refugiados reconocidos, que pasaron de pueblos formados por tiendas de campaña a filas de edificios de cemento, y de estos a guetos urbanos imposibles de diferenciar de su entorno (convirtiéndose, en la práctica, en desarrollos urbanos de ciudades ya existentes o generando ciudades por sí mismos), albergan alrededor de un tercio de todos los refugiados palestinos registrados. UNRWA también proporciona instalaciones en otras zonas donde gran cantidad de refugiados palestinos registrados viven fuera de los propios campamentos.
La definición de la UNRWA de refugiado palestino también cubre a los descendientes de los refugiados varones. Por este motivo, el número de refugiados palestinos registrados ha pasado de unos 750.000 en 1950 a más de 5 millones en 2013.

## Lista de campamentos
Esta lista enumera los campos de refugiados palestinos con población permanente a fecha de marzo de 2013, así como su número de habitantes y el año en el que fueron creados.

### Franja de Gaza
La Franja de Gaza tiene 8 campamentos y un total de 1.388.455 refugiados registrados, lo que supone más de la mitad de su población. No todos los refugiados viven en los campamentos; otros se han trasladado en las distintas ciudades de la Franja.

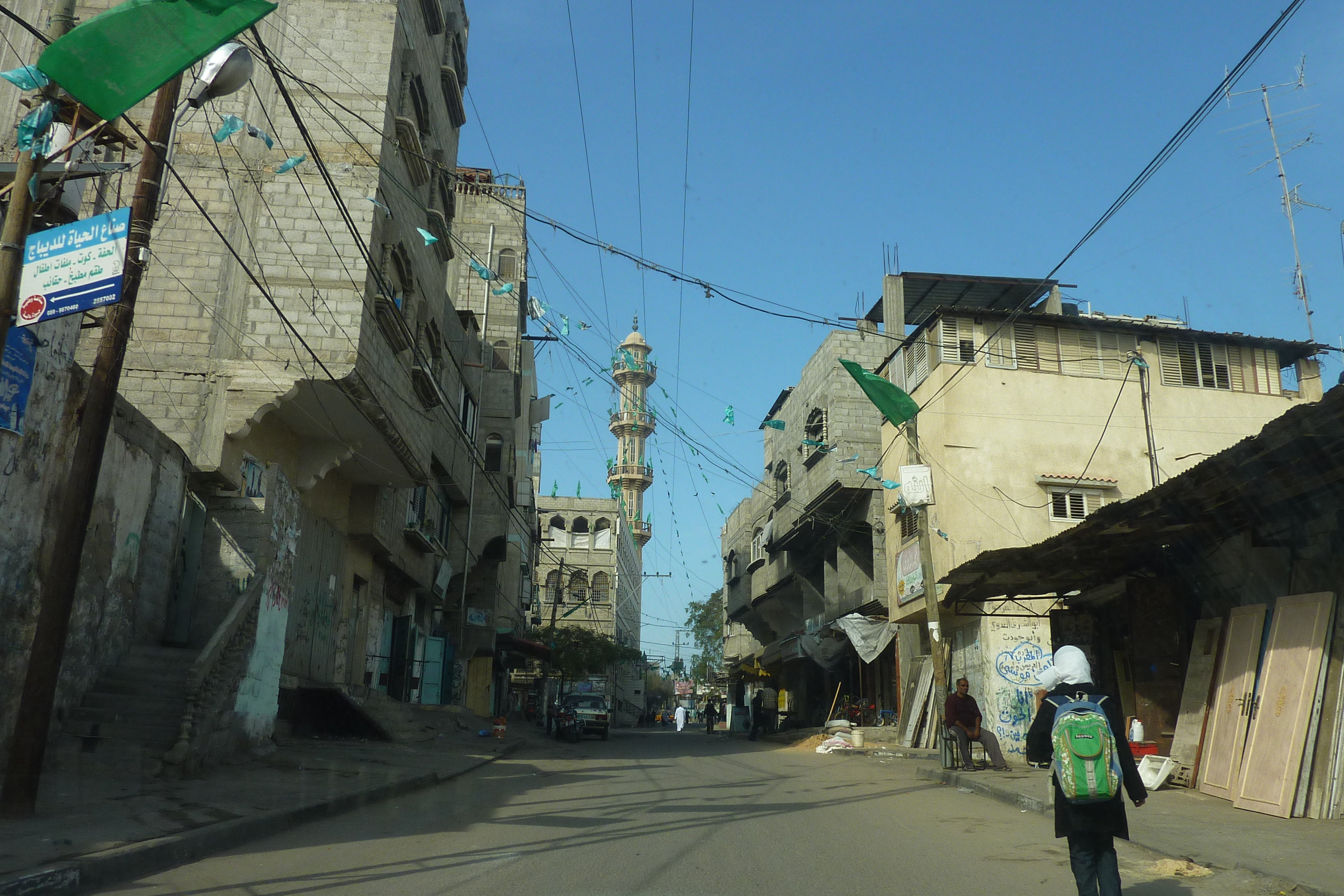
Campamento de Nuseirat

- Campamento de Nuseirat1948, Campamento de Shati (campamento de playa), 82.009
- 1949, Campamento de Bureij, 32.743
- 1948, Campamento de Deir al-Balah, 42.703
- 1948, Campamento de Jabalia, 107.590
- 1949, Campamento de Jan Yunis, 68.324
- 1949, Campamento de Maghazi, 23.981
- 1949, Campamento de Nuseirat, 64.088
- 1949, Campamento de Rafah, 98.872

### Cisjordania
Cisjordania tiene 19 campamentos y un total de 828.328 refugiados registrados. Además, tiene un campamento no reconocido. Según UNRWA, debido a la superpoblación de los campamentos, solo una cuarta parte de los refugiados vive en ellos, mientras que la mayoría se ha trasladado a pueblos y ciudades de Cisjordania.

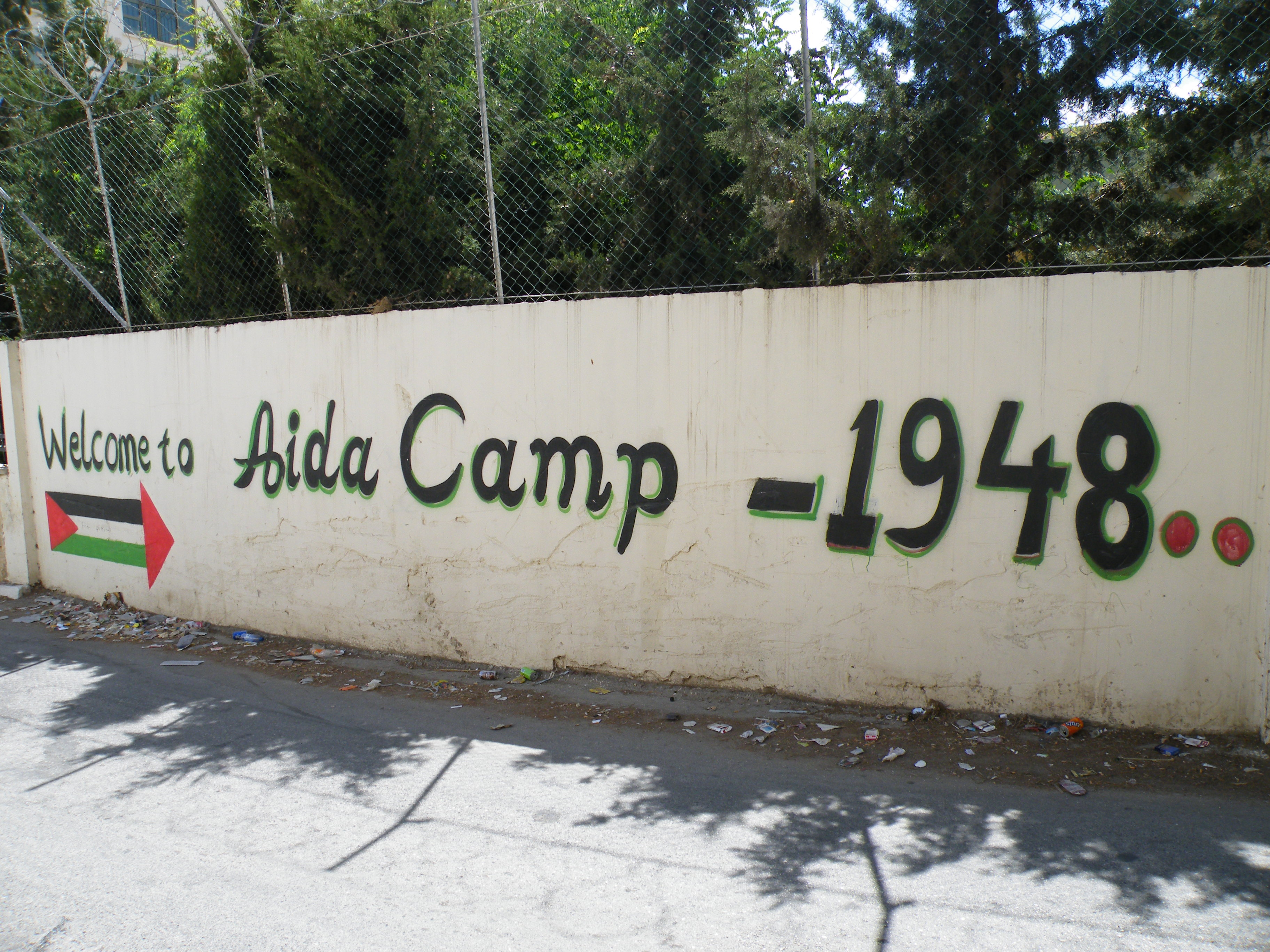
Campamento de refugiados de Aida

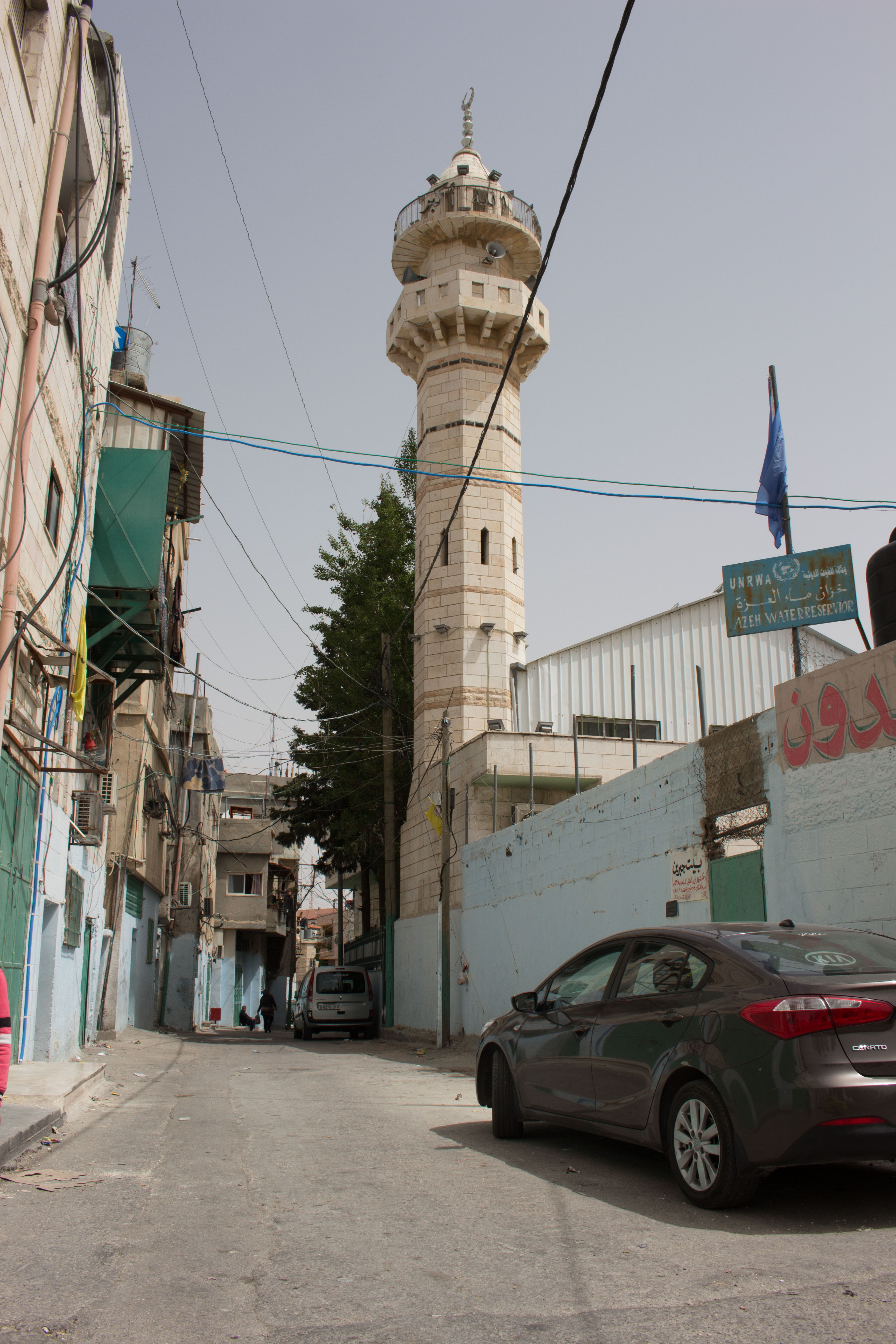
Entrada al campamento de refugiados de Azza

- 1948, Campamento de Aqabat Jabr, 6.403
- 1948, Campamento de Ein Sultan, 1.920
- 1948, Campamento de Qaddura (campamento no reconocido), 1.558
- 1949, Campamento de Far'a, 7.632
- 1949, Campamento de Fawwar, 8.066
- 1949, Campamento de Jalazone, 11.182
- 1949, Campamento de Kalandia, 10.981
- 1949, Campamento de Amari, 10.520
- 1949, Campamento de Deir Ammar, 2.229
- 1949, Campamento de Dheisheh, 12.954
- 1950, Campamento de Aida, 4.787
- 1950, Campamento de Al-Arrub, 10.444
- 1950, Campamento de Askar, 15.887
- 1950, Campamento de Balata, 23.600
- 1950, Campamento de 'Azza (Beit Jibrin), 1,000
- 1950, Campamento de Beit Ilma (Campamento n.º 1), 6.750
- 1950, Campamento de Tulkarem, 18.310
- 1952, Campamento de Nur Shams, 9.163
- 1953, Campamento de Yenín, 16.209
- 1965, Campamento de Shufat, 10.936

### Siria
Siria tiene 12 campamentos y 551.873 refugiados palestinos registrados. Tres de estos campamentos no están reconocidos.
- Campamento de Jaramana1948, Campamento de Sbeineh, 21.210

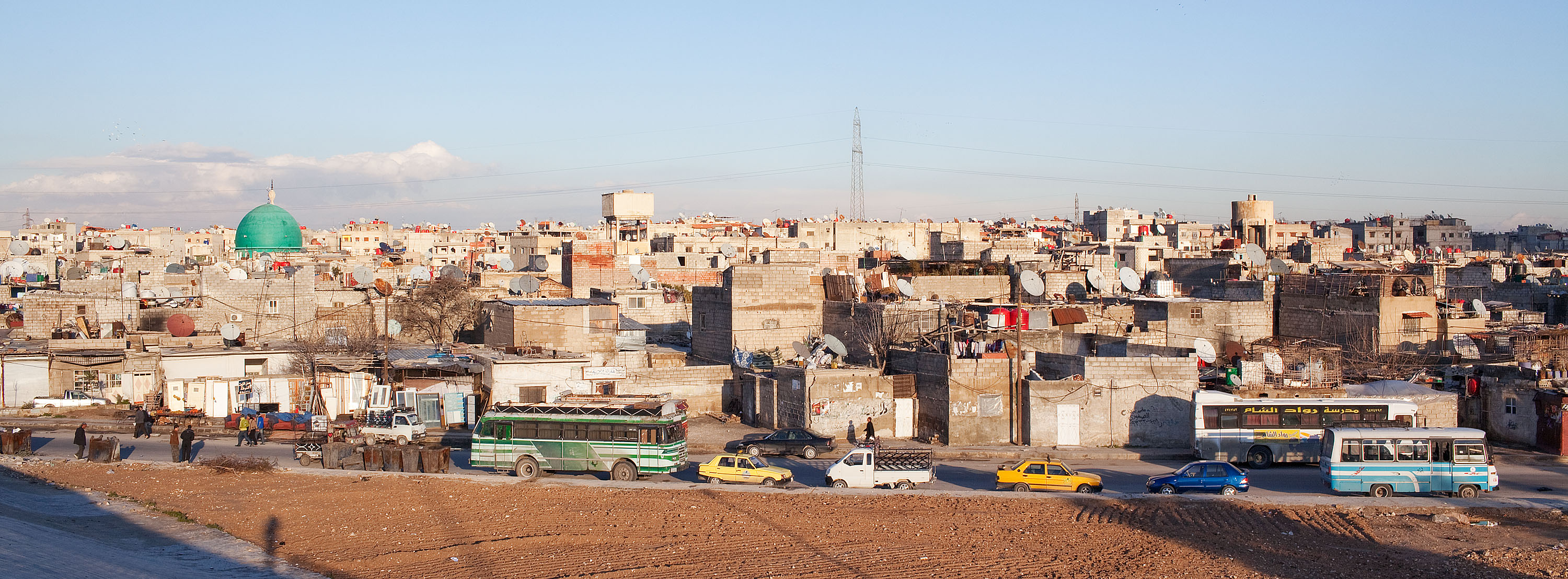
Campamento de Jaramana

- 1949, Campamento de Khan Eshieh, 19.059

- 1948, Campamento de Neirab, 18.955
- 1949, Campamento de Homs, 22.034
- 1948, Campamento de Jaramana, 18.740
- 1950, Campamento de Daraa, 13.342
- 1950, Campamento de Hama, 8.263
- 1950, Campamento de Khan Dannoun, 9.788
- 1967, Campamento de Qabr Essit , 22.348
- 1955, Campamento de Latakia (no reconocido), 10.000
- 1957, Campamento de Yarmuk (no reconocido), 148.500
- 1962, Campamento de Ein Al-Tal (también conocido como Handarat, no reconocido), 6,000

### Líbano

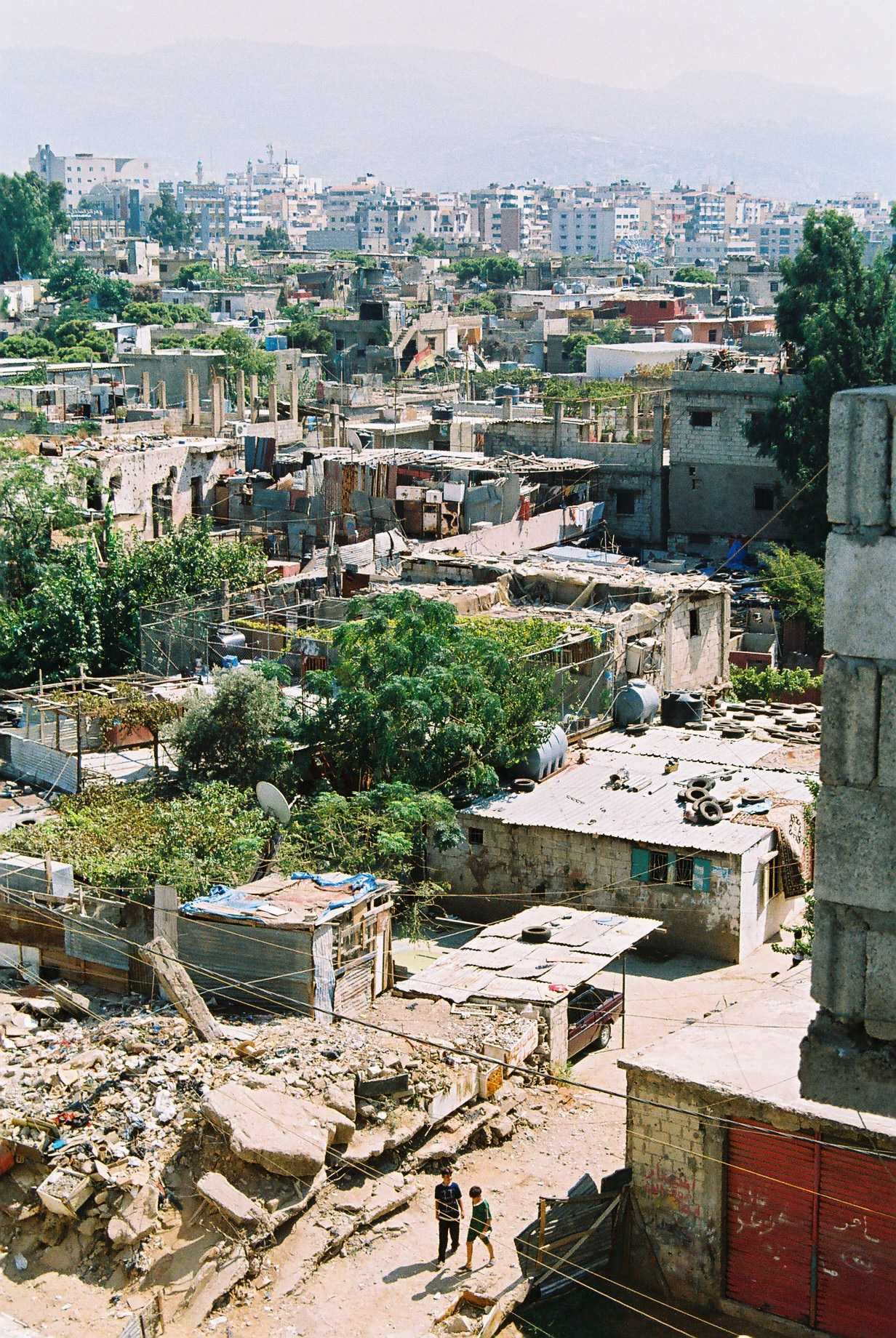
Campos de refugiados de Sabra y Chatila en 2003

A fecha de agosto de 2020, hay 12 campamentos en Líbano y un total de 469.555 refugiados registrados.
- 1948, Campamento de Burj el-Barajneh, 16.066
- 1948, Campamento de Ain al-Hilweh, 47.614
- 1948, Campamento de El Buss, 9.849
- 1949, Campamento de Nahr al-Bared, 31,023
- 1949, Campamento de Sabra y Chatila, 8.645
- 1948, Campamento de Wavel, 7.909
- 1952, Campamento de Mar Elias, 615
- 1954, Campamento de Mieh Mieh, 4.683
- 1955, Campamento de Beddawi, 16,591
- 1955, Campamento de Burj el-Shemali, 19.771
- 1956, Campamento de Dbayeh, 4.211
- 1963, Campamento de Rashidieh, 31.478

Además, el campamento de Nabatieh existió en el Líbano hasta su destrucción total por parte de la aviación israelí en 1974.

### Jordania
A fecha de agosto de 2020, hay 10 campamentos en Jordania y 2.206.736 refugiados registrados.
- 1949, Campamento de Zarqa, 18.509

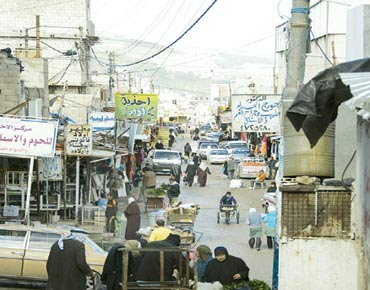
Campamento de refugiados de Baqa'a

- 1952, Campamento de Jabal el-Hussein, 29.464
- 1955, Campamento de Wehdat (Campamento Nuevo de Amán), 51.443
- 1967, Campamento de Souf, 20.142
- 1968, Campamento de Baqa'a, 119.000[12]
- 1968, Campamento de Husn (Campamento del Mártir Azmi el-Mufti), 22.194
- 1968, Campamento de Irbid, 25.250
- 1968, Campamento de Jerash, 24.090
- 1968, Campamento de Marka, 45.593
- 1968, Campamento de Talbieh, 6.970

### Mapas
- Campamentos en Líbano
- Campamentos en el Estado de Palestina

- Datos: Q2724850
- Multimedia: Palestinian refugee camps / Q2724850